# Rawson (departamento de Chubut)
Rawson é um departamento da Argentina, localizado na província do Chubut.